# LG L Fino
LG L Fino – smartfon firmy LG.

## Specyfikacja techniczna
LG L Fino został wyposażony w procesor o taktowaniu 1,2 GHz na rdzeń. Urządzenie posiada 1 GB RAM-u oraz 4 GB pamięci wewnętrznej, którą można rozszerzyć poprzez kartę pamięci (do 32 GB).

### Wyświetlacz
LG L Fino posiada ekran o przekątnej 4,5 cala i rozdzielczości 480 × 800 pikseli, co daje zagęszczenie 207 pikseli na jeden cal wyświetlacza.

### Aparat fotograficzny
Aparat znajdujący się w telefonie ma 8 Mpix, zaś przednia kamera ma rozdzielczość 0,3 Mpx.

### Akumulator
Akumulator litowo-jonowy ma pojemność 1900 mAh.

## Software
LG L Fino jest seryjnie wyposażony w system Android 4.4 KitKat.